# Agència Espacial de Catalunya
L'Agència Espacial de Catalunya és un projecte aprovat pel Consell Executiu de la Generalitat de Catalunya el 27 d'octubre de l'any 2020, i que es proposà com a objectiu llançar dos nanosatèl·lits a la primera meitat de l'any 2021. El projecte d'una durada inicial de dos anys fins al 2023, preveu el llançament d'una constel·lació de fins a sis satèl·lits amb una inversió pública de 18 milions d'euros durant quatre anys amb part del cofinançament provinent de fons europeus FEDER (Fons Europeus de Desenvolupament Regional). El lideratge del projecte aniria a càrrec de la Conselleria de Polítiques Digitals, el Departament d'Empresa, i el Departament de Territori, i s'emmarcaria dins del pla anomenat "Estratègia NewSpace de Catalunya" o oficialment anunciat com a "Catalan NewSpace".

## Història
El llavors Conseller de Polítiques Digitals, Jordi Puigneró, explicà que aquesta agència espacial seria l'encarregada de gestionar tota l'estratègia espacial governamental, i que el dia 27 d'octubre del 2020 ja havia posat en marxa un procés de licitació pels dos primers satèl·lits. El projecte en el que col·laboraria l'Institut d'Estudis Espacials de Catalunya (IEEC) tindria un pressupost de 2,5 milions d'euros. La previsió de llavors del govern català era que aquesta inversió pública podria arribar a crear 1.200 llocs de treball en els 5 anys següents, multiplicant per 15 els euros invertits, arribant a facturar uns 280-300 milions d'euros en aquests 5 anys.
L'ús d'aquests nanosatèlits seria el d'augmentar la cobertura 5G per l'Internet de les coses (IoT), l'observació terrestre, serveis propis de la Generalitat, o per exemple el control antiincendis i rescat en espais naturals i zones aïllades. Tant el disseny com el llançament dels satèl·lits es licitaria a empreses que posteriorment s'encarregarien també de desenvolupar els serveis de connectivitat. Un dels nanosatèl·lits serviria per "complementar les xarxes terrestres i, per exemple, perfeccionar la cobertura als parcs naturals per controlar els ramats a alta muntanya", declararia el llavors director general d'Innovació i Economia Digital, Dani Marco, així com un altre permetria "monitorar des de l'espai i en temps real grans desastres naturals com els temporals catastròfics com el Gloria o per analitzar la contaminació aèria". També podrien servir per comprovar l'estat dels conreus, millorar la predicció meteorològica, estudiar les reserves d'aigua en embassaments i pantans, o observar la contaminació lumínica i els seus efectes. Els models triats pesarien d'un a deu quilograms i podrien orbitar a una alçada d'uns 2.000 quilòmetres amb un cost que aniria dels 500.000 euros als 2 milions; serien de disseny i construcció ràpids en 6-8 mesos, tenint una vida útil de 4 anys.
El dissabte 20 de març de 2021 a les 07:07:12 del matí, estava previst l'enlairament del primer nanosatèl·lit anomenat Enxaneta, que s'enlairaria a bord del coet rus Soyud2 des del cosmòdrom de Baikonur, al Casaquistan. Però per problemes tècnics el llançament es posposaria pel dilluns 22 de març següent, segons declaracions del director de l'Institut d'Estudis Espacials de Catalunya, Ignasi Ribas, que explicà que es feia per "precaució" mentre feien comprovacions tècniques.
El nanosatèl·lit Enxaneta, un CubeSat de 3 unitats de la mida d'una capsa de sabates i amb 10 quilos de pes, rebé el nom a través d'un concurs organitzat pel programa InfoK, amb la col·laboració entre el Departament de Polítiques Digitals i Administració Pública, la Corporació Catalana de Mitjans Audiovisuals (CCMA) i l'Institut d'Estudis Espacials de Catalunya (IEEC); i la participació de 9.100 infants en la votació. El nom Enxaneta rebé fins a 1.840 vots davant d'altres noms com Espiadimonis, Flaix, Gaudí, Infokaire, Intrèpid, Llampec, Llibertat, Patufèlit i Valentina, i fins a 203 propostes diferents de noms.
Les funcions del nanosatèl·lit seran les de permetre la comunicació i l'obtenció de dades de sensors situats a tot el territori, fins i tot en zones de difícil accés o que no tenen cobertura de les xarxes de telecomunicacions terrestres convencionals, monitorar el cabal dels rius i les reserves d'aigua per millorar i fer més eficient la gestió de l'aigua, el seguiment i protecció de la fauna salvatge, la recepció de dades meteorològiques d'estacions ubicades en llocs remots, el monitoratge de moviments del sòl per preveure desastres naturals i el monitoratge de ramats i de conreus per detectar malalties i definir estratègies més eficients.

## Missions espacials no tripulades
Nanosatèl·lits Newspace
1. Enxaneta
2. Menut
3. Minairó